# Nécropole militaire franco-allemande de Maissin
La nécropole franco-allemande de Maissin est un cimetière militaire de la Première Guerre mondiale situé sur le territoire de la commune de Paliseul dans la province de Luxembourg en Belgique.

## Historique
La nécropole  a été créée par les Allemands pendant le conflit. Dans ce cimetière reposent les corps de soldats morts lors des combats pour le village de Maissin et ses alentours qui eurent lieu les 22 et 23 août 1914.

## Description
La nécropole de Maissin est située dans le village de Maissin qui, depuis le 1er janvier 1977, est une subdivision de la commune de Paliseul et a une superficie de 0,504 ha.
Ce cimetière militaire abrite les corps de 282 Français et de 513 Allemands, enterrés en tombes individuelles. Deux ossuaires regroupent les dépouilles de 3 001 autres soldats français, tandis qu'un troisième ossuaire, mixte celui-ci, regroupe les restes de 643 Français et 343 Allemands.
Un calvaire breton du XVIe siècle, ramené de la commune du Trëhou, se dresse dans l'enceinte du cimetière pour commémorer le sacrifice des soldats bretons et vendéens du IIe corps. Celui-ci fut inauguré en août 1932 à l'occasion du 18e anniversaire de la bataille.
Près du calvaire, une plaque de bronze scellée sur un bloc de granit  porte un texte en breton du barde breton Jos Per ar Bras :
 (traduction en français) 

Le meilleur prêcheur, sans doute, est la mort

Car sa voix est profondes ! Écoute, homme courageux

Elle nous dit d'être des Bretons aimants. 

Amis, allons souvent voir les tombes. 

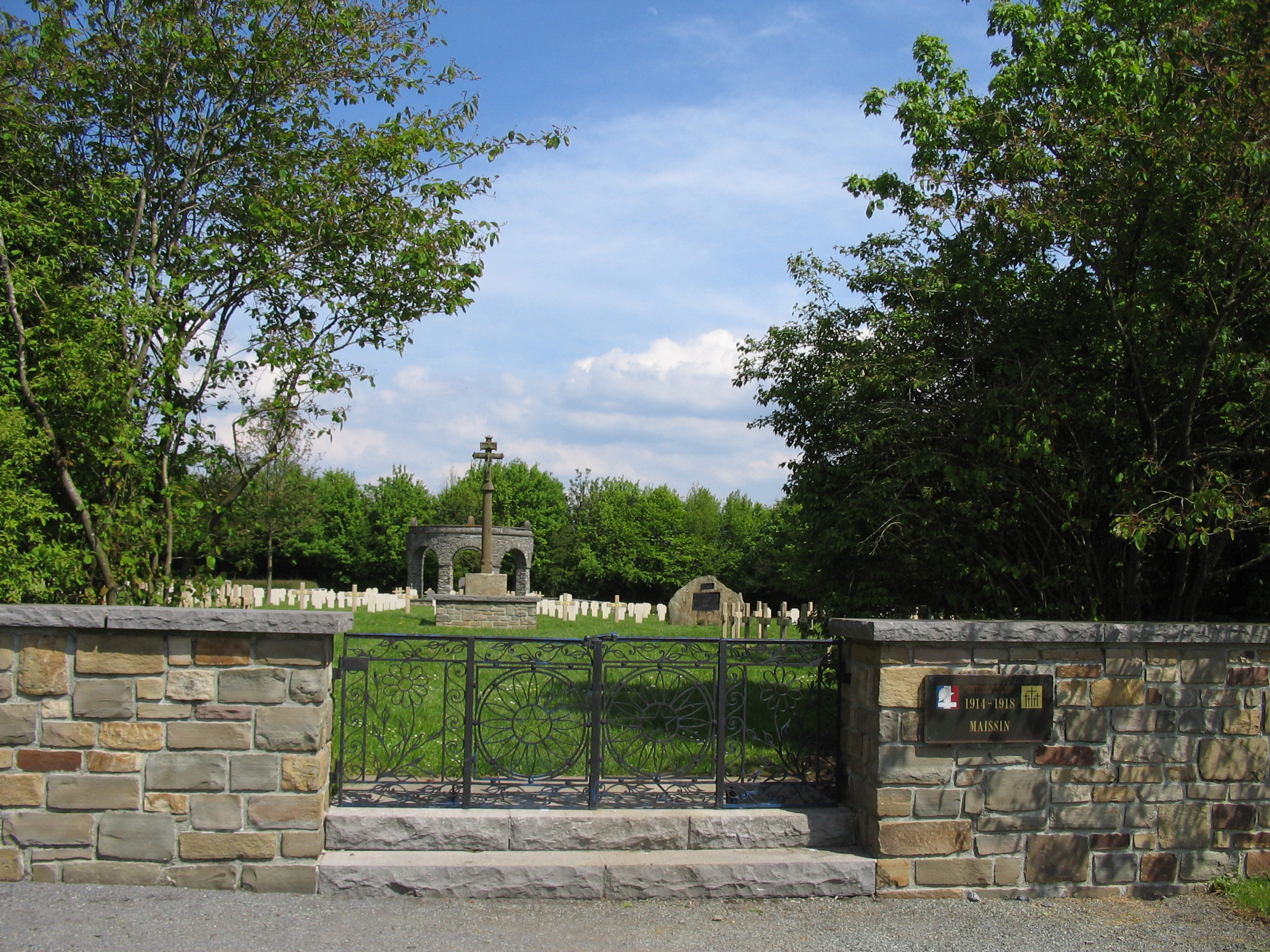
Vue de la nécropole
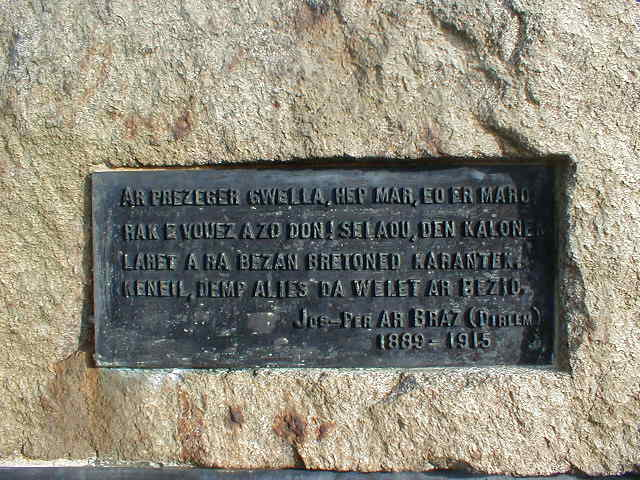
Plaque portant un poème de Jos Le Bras
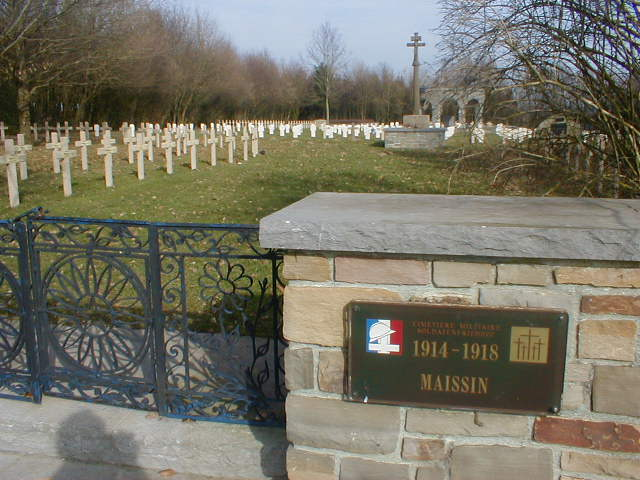
Cimetière militaire